# Екзотична зоря
Екзотична зоря — це гіпотетична компактна зоря, що складена з чогось іншого, крім електронів, протонів, нейтронів чи мюонів, і збалансована проти гравітаційного колапсу тиском виродженого газу чи іншими квантовими властивостями. До екзотичних зірок належать кваркові зорі (складаються з кварків) і, можливо, дивні зорі (складаються з дивної кваркової матерії, конденсату U-кварків, D-кварків і S-кварків), а також гіпотетичні преонні зорі (складені з преонів, які є гіпотетичними частинками і «будівельними блоками» кварків, якщо кварки можуть бути розкладені на складові підчастинки). З різних запропонованих типів екзотичної зірки найкраще засвідчена і зрозуміла кваркова зоря.
Екзотичні зорі значною мірою теоретичні — почасти тому, що важко детально перевірити, як можуть поводитися такі форми матерії, а почасти тому, що до появи нової технології гравітаційно-хвильової астрономії не було задовільних засобів виявлення космічних об'єктів, які не випромінюють електромагнітно або через відомі частинки. Тож наразі неможливо перевірити нові космічні об'єкти подібного характеру, відрізнивши їх від відомих об'єктів. Кандидати на такі об'єкти періодично ідентифікуються на основі непрямих доказів, отриманих від спостережуваних властивостей.

## Кваркові та дивні зорі
Кваркова зоря — гіпотетичний об'єкт, який виникає в результаті розкладання нейтронів на складові U-кварки та D-кварки під дією гравітаційного тиску. Очікується, що вона буде меншою і щільнішою, ніж нейтронна зоря, і може існувати в цьому новому стані нескінченно, якщо не буде додано зайвої маси. Фактично, це дуже великий нуклон. Кваркові зорі, які містять дивну матерію, називаються дивними зорями.
На основі спостережень, опублікованих рентгенівською обсерваторією Чандра 10 квітня 2002 року, два об'єкти, позначені RX J1856.5-3754 та 3C 58, були запропоновані кандидатами у кваркові зорі. Перший виявився набагато меншим, а другі набагато холоднішим, ніж очікувалося для нейтронної зорі, що дозволяє припустити, що вони складаються з матеріалу, щільнішого за нейтроній. Однак ці спостереження були сприйняті дослідниками зі скептицизмом, які заявили, що результати не є переконливими. Після подальшого аналізу RX J1856.5-3754 було викреслено зі списку кандидатів у кваркові зорі.

## Електрослабкі зорі
Електрослабка зоря — це теоретичний тип екзотичної зорі, у якому гравітаційному колапсу зорі протидіє тиск випромінювання, виникає внаслідок електрослабкого горіння; тобто енергія, що виділяється при перетворенні кварків у лептони за допомогою електрослабкої сили. Цей процес відбувається в об'ємі ядра зорі приблизно розміром із яблуко, що містить приблизно дві маси Землі.
Теоретично вважається, що стадія життя зорі, яка утворює електрослабку зорю, виникає після колапсу наднової. Електрослабкі зорі щільніші, ніж кваркові, і можуть утворюватися, коли тиск вироджених кварків уже не здатний протистояти гравітаційному тяжінню, але йому все ж може протистояти тиск випромінення від електрослабкого горіння. Ця фаза життя зірки може тривати понад 10 мільйонів років.

## Преонні зорі
Преонна зоря — це запропонований тип компактної зорі, утвореної з преонів, групи гіпотетичних субатомних частинок. Преонні зорі, як очікується, мають величезну густину, що перевищує 1023 кг/м 3. Вони можуть мати більшу густину, ніж кваркові зорі, і будуть меншими за об'ємом і важчими, ніж білі карлики та нейтронні зорі. Преонні зорі можуть утворюватись внаслідок вибухів наднової чи Великого вибуху. Вважається, що такі об'єкти можна в принципі виявити за допомогою гравітаційного лінзування гамма-променів. Преонові зорі є потенційним кандидатом на темну матерію. Однак сучасні спостереження від прискорювачів частинок говорять проти існування преонів або, принаймні, не визначають пріоритетності їх дослідження, оскільки єдиний детектор частинок, здатний досліджувати дуже високі енергії (Великий адронний колайдер), не розроблений спеціально для цього і його дослідницька програма спрямована на інші сфери, такі як вивчення бозона Хіггса, кварк-глюонної плазми та доказів, пов'язаних з фізикою за межами Стандартної моделі.
У теорії загальної відносності, якщо зоря колапсує у розмір менший її радіуса Шварцшильда, на цьому радіусі буде існувати горизонт подій, і зоря стане чорною дірою. Таким чином, розмір преонної зорі може бути від приблизно від 1 метра з абсолютною масою у 100 мас Землі до розміру горошини з масою, приблизно рівній масі Місяця.

## Бозонні зорі
Бозонна зоря — гіпотетичний астрономічний об'єкт, який формується з частинок, званих бозонами (звичайні зорі утворюються здебільшого з протонів, які є ферміонами, але також складаються з ядер гелію-4, які є бозонами). Для існування цього типу зорі повинен існувати стійкий тип бозонів з самовідштовхувальною взаємодією; одна з можливих частинок-кандидата — це ще гіпотетичний аксіон (який також є кандидатом для ще не виявлених частинок «небаріонної темної матерії», які, як видається, складають приблизно 25 % маси Всесвіту). Теоретизовано що на відміну від звичайних зір (які випромінюють за рахунок гравітаційного тиску та ядерного синтезу), бозонні зорі бозонів були б прозорими і невидимими. Величезна гравітація компактної бозонної зорі викривлювала б світло навколо об'єкта, створюючи порожню область, що нагадує тінь горизонту подій чорної діри. Як і чорна діра, бозонна зоря поглинала б звичайну матерію з оточення, але прозорість означає, що ця матерія (яка, найімовірніше, нагріється і випромінюватиме), буде видна в її центрі. Моделювання надалі передбачають, що бозонні зорі, які обертаються, мали б форму пончика, оскільки відцентрові сили надають бозонній матерії таку форму.
Станом на  2018, не існує достатньо доказів існування таких зір. Однак, теоретично їх вдасться виявити шляхом фіксування гравітаційних хвиль, які може випромінювати бінарна система бозонних зір.
Бозонні зорі могли утворитися внаслідок гравітаційного колапсу під час первинних стадій Великого вибуху. Принаймні теоретично, надмасивна бозонна зоря могла б існувати в ядрі галактики, що могло б пояснити багато спостережуваних властивостей активних галактичних ядер.
Бозонні зорі також були запропоновані як кандидати в темну матерію і було висунуто гіпотезу, що гало темної матерії, які оточують більшість галактик, можуть розглядатися як величезні «бозонні зорі».
Компактні бозонні зорі та бозонні оболонки часто вивчаються за участю таких полів, як масивні (або безмасові) складні скалярні поля, U (1) калібрувальне поле і гравітація з конічним потенціалом. Наявність у теорії позитивної чи негативної космологічної константи полегшує вивчення цих об'єктів у всесвіті де Сіттера та антидесіттерівському просторі.
Браатен, Мохапатра і Жанг висловили теорію про те, що може існувати новий тип щільної аксіонної зорі, в якому сила тяжіння врівноважується тиском середнього поля аксіонного конденсату Бозе-Ейнштейна. Можливість існування щільних аксіонних зір була оскаржена іншими працями, які не підтримують це твердження.

## Планкові зорі
У петльовій квантовій гравітації планкова зоря є теоретично можливим астрономічним об'єктом, який утворюється, коли густина енергії колапсуючої зорі досягає густини енергії Планка. За таких умов, якщо припустити квантування гравітації та простору-часу, виникає відштовхуюча «сила», що походить від принципу невизначеності Гейзенберга. Іншими словами, якщо гравітація та простір-час є квантовані, накопичення маси-енергії всередині планкової зорі не може колапсувати за цю межу, оскільки це порушить принцип невизначеності для самого простору-часу.